# ريتشارد هينك
ريتشارد هينك (بالألمانية: Richard Henke)‏ هو كيميائي نمساوي، ولد في 1900 في Korneuburg ‏ في النمسا، وتوفي في أكتوبر 1963 في فيينا في النمسا.